# Hernán Cortés
Hernán Cortés de Monroy Pizarro, 1:e Marqués del Valle de Oaxaca (Markis av Oaxacadalen), född 1485 i Medellín, Extremadura, död 2 december 1547 i Castilleja de la Cuesta nära Sevilla, Andalusien, var den spanske conquistador som 1519–21 erövrade aztekernas rike i Mexiko. Han var under sin levnad känd som Hernando eller Fernando Cortez och signerade sina brev Fernán Cortés. Han var en central person i den spanska koloniseringen av Amerika. Cortés lämnade Spanien redan som 19-åring och ingick initialt i Velasquez administration på Hispaniola. (Den första ön i Nya Världen, där européerna slagit sig ned.) Han deltog i Velasquez erövring av Kuba och steg i graderna. Velasquez tycks ha lovat honom områden i dagens Mexiko, men trots att Velazquez återtog Cortés uppdrag, reste han likväl iväg mot Mexikanska golfens inre.  
Med 700 man och en allians med stammar som inte gillade varken aztekerna eller deras kung, Moctezuma II, erövrades aztekernas rike och Montezuma dödades sannolikt i strid. Cortés som i början bodde hos Montezuma, insåg att en total erövring skulle kräva våld. När Cortés tvangs möta spanska företrädare vid kusten, tros Montezuma börjat misstro conquestadorerna, och ett anfall planerades i händelse av att Cortés skulle återvända, men alliansen mellan mindre civiliserade stammar och spanjorerna segrade. 
Efter erövringen av Mexiko fick Cortés en mer tillbakadragen roll. När Cortés kom till Mexiko 1519 väntade aztekerna på att deras gud Quetzalcóatl skulle återvända och störta aztekerna. När Cortés dök upp trodde man därför att det var en gud som hade kommit. Aztekerna terroriserade sina grannar genom att då och då anfalla dem för att ta fångar, vilka användes vid religiösa ceremonier (med kannibalistiska inslag). Det fanns därför ett stort missnöje bland indianstammarna runt aztekernas land. Därför ställde sig många av dessa sig på spanjorernas sida. Aztekernas vapen och strategi gick i första hand ut på att ta fångar. Sjukdomar som européer förde med sig till Mexiko försvagade aztekernas armé. Cortés tillät inte att några stammar var neutrala i kriget och fick därmed kriget att förflyta snabbare.
Cortés älskarinna Malintzin, ”Doña Marina”, mera känd som La Malinche kunde tala både maya och nahuatl (aztekernas språk) och hjälpte honom som informatör, rådgivare och tolk.
Cortés hade inga barn i sitt första äktenskap. I sitt andra äktenskap fick han fyra barn.

## Cortés ungdom
Cortés föddes 1485 i Medellín i Extremadura i kungariket Kastilien i Spanien, som enda barnet till Martín Cortés Monroy och Catalina Pizarro Altamirano. Genom sin mor var han syssling till Francisco Pizarro, som senare erövrade Inkariket (nuvarande Peru) (inte att förväxla med en annan Francisco Pizarro som följde med Cortés på hans erövring av Aztekernas rike).
Cortés gick i skolan i Salamanca där han läste grammatik. Cortés bodde där hos sin faster Inés de Paz, gift med Francisco Núñez de Varela. Vid 17 års ålder 1501 återvände han hem. Detta gjorde hans föräldrar bittert besvikna då de hellre önskade att han skulle studera juridik, som morfadern Diego Alfón Altamirano hade gjort och som nu var notarie. Cortés hade att välja mellan att söka lycka och framgång i krigets Italien, eller pröva lyckan i de spanska kolonierna i Nya världen.

## Ankomsten till Nya världen

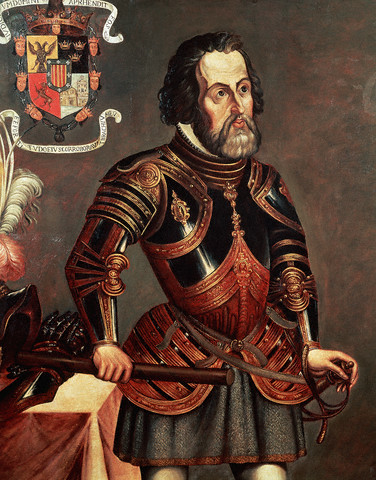
Hernán Cortés (1485-1547)

På grund av flera motgångar kom Cortés inte till Nya världen förrän 1506. Han tog del i erövringen av Kuba och erhöll stora landområden och infödda indianska slavar för sina ansträngningar. Detta var ett system som kallades encomienda. Det hade fungerat bra vid erövringen av Kanarieöarna (vilket dock i sig ledde till förintandet av urbefolkningen Guanches). Men belöningssystemet skulle visa sig vara förödande i Nya världen. Brutaliteten i Kubakampanjen och utplånandet av den indianska befolkningen genom sjukdom, hårt arbete och förtvivlan som sedan följde, skulle senare komma att påverka Cortés till en mer försiktig behandling av befolkningarna i (nuvarande) Mexiko. Detta möjliggjorde, ironiskt nog, att så många indianstammar och indianspråk ändå har överlevt tills idag i dagens Mexiko.
Expeditionerna till Yucatán, som hade letts av Francisco Hernández de Córdoba (upptäckare av Yucatán) 1517 och Juan de Grijalva 1518, hade återvänt till Kuba. De hade haft med sig små mängder guld, men också berättelser om ett land längre bort, där det sades att guld fanns i överflöd.
Cortés sålde och pantsatte ivrigt alla sina landområden för att köpa fartyg och förråd. Han ordnade genom Kubas guvernör Diego Velázquez de Cuéllar, en annan avlägsen släkting och tillika hans svärfar, att han skulle få leda en expedition. Officiellt var målet att upptäcka och göra handel med de nya länder som det ryktades om västerut. Han var förbjuden att kolonisera, men lyckades, genom sin övertalningsförmåga och den juridiska kunskap han tidigare hade inhämtad, övertala guvernören Velázquez att sätta in en extra klausul. Den skulle ge honom möjlighet att vidta nödvändiga åtgärder utan auktorisation, "för kungadömets bästa". I sista minuten, kände guvernören att Cortés var alltför ambitiös för sitt eget bästa, och ändrade sig och strök klausulen. I grunden var expeditionen ett privat äventyr, då den hade bekostats av Cortés egna och upplånade medel.

## Början på expeditionen

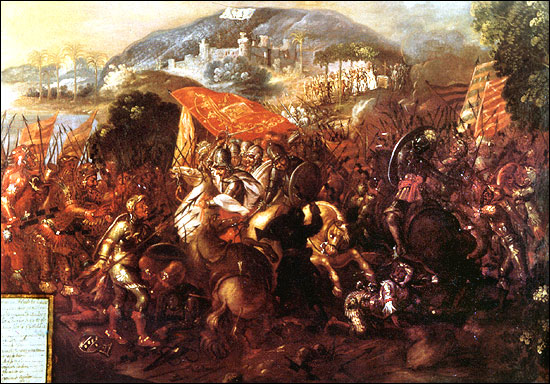
Cortés och hans män kommer till staden Tabasco.

År 1519 hade Cortés lämnat Kuba med 11 fartyg, 500 man, och 15 hästar. Han gjorde några korta besök i Yucatán där det fanns lite guld. Samtidigt skaffade han sig en annan ovärderlig tillgång bestående av två tolkar. En var "La Malinche", senare legendarisk – även om hon inte just var en aztekisk prinsessa – som sålts till slaveri hos mayaindianerna. Den andre var en skeppsbruten spanjor som hade lärt sig en mayadialekt efter sju års slaveri. Cortés landsteg den 4 mars med sitt följe på en plats han kallade Veracruz ("Det Sanna Korset"). Genom att bygga upp ett samhälle där kunde han "motvilligt" fortsätta att göra anspråk på land för kungen Karl V genom folkligt stöd av de styrande i staden han hade utsett, vilka också var hans vänner.
Totonac-stammen i Cempoala hälsade honom med gåvor av mat, fjädrar och guld, samt kvinnor, som alltid måste döpas innan de ivriga spanjorerna tilläts umgås med dem.
Han fick veta att landet styrdes av den store härskaren i staden Tenochtitlán. Kort därefter kom ambassadörer från härskaren Moctezuma II (även Montezuma) över det mexikanska/aztekiska imperiet med ytterligare gåvor. De hyste hopp om att hålla honom på avstånd genom att tillfredsställa honom med guld. Detta hade motsatt effekt. Cortés fick veta att han antogs vara Quetzalcoatl eller en av dennes utsände. Quetzalcoatl var en legendarisk människogud som kontrollerade blixten och som förutsades en dag komma tillbaka för att kräva sin stad efter ett varv på den cykliska aztekkalendern. Ett skifte av ett sådant 52-årigt kalendervarv sammanföll med år 1519. Hjälpt av råd från sin infödda tolk, La Malinche, drog han fördel av Quetzalcoatl-myten, och tillfogade Moctezuma vad författaren Octavio Paz beskriver som en "helig svindel".
Under det att delar av expedition ville roffa åt sig så mycket guld de kunde genom handel eller stöld och sedan återvända till Kuba, hade Cortés sett resultatet av denna sorts plundring och hade i stället planer på att bygga ett eget fungerande imperium. Han beordrade hela sin flotta att sänkas (inte brännas som legenden säger). Ett litet skepp sparades. Det skulle sörja för förbindelserna med Spanien. Sänkningen av skeppen strandsatte effektivt expeditionen i Mexiko och ändade allas tankar på lojalitet emot guvernören av Kuba. Cortés ledde sedan sin här inåt land emot det fabelomsusade Tenochtitlán.  
Cortés anlände till Tlaxcala, en liten oberoende stat inom imperiets inflytandesfär. Tlaxcaltekerna anföll hans trupper, men spanska armborst, tvåhandssvärd, stridsyxor, hästar, krigshundar och eldvapen vann snabbt slaget. Cortés sa att om Tlaxcala-männen accepterade kristendomen och att bli hans allierade och undersåtar till hans kung, skulle han förlåta dem deras respektlöshet och störta deras fiende, härskaren Moctezuma. Cortés "herre" var den tyskromerske kejsaren Karl V. Annars, hotade Cortés, skulle han döda varenda en i hela riket. Tlaxcaltekerna samtyckte till att ställa sig under den spanske kungens beskydd. Cortés kunde så fortsätta sin marsch med omkring 2 000 tlaxcaltekiska krigare och kanske lika många bärare. Han köpte också bomullsrustningar, eftersom han hade sett hur mycket effektivare de var mot indianernas pilar, jämfört med järnbrynjor. (Det kan i sammanhanget nämnas att kontakterna med Karl V skedde genom brev, över huvudet på Velázquez, som – i sin tur – försökte gå förbi sjöamiralen Diego Colón, son till Christofer Columbus). 

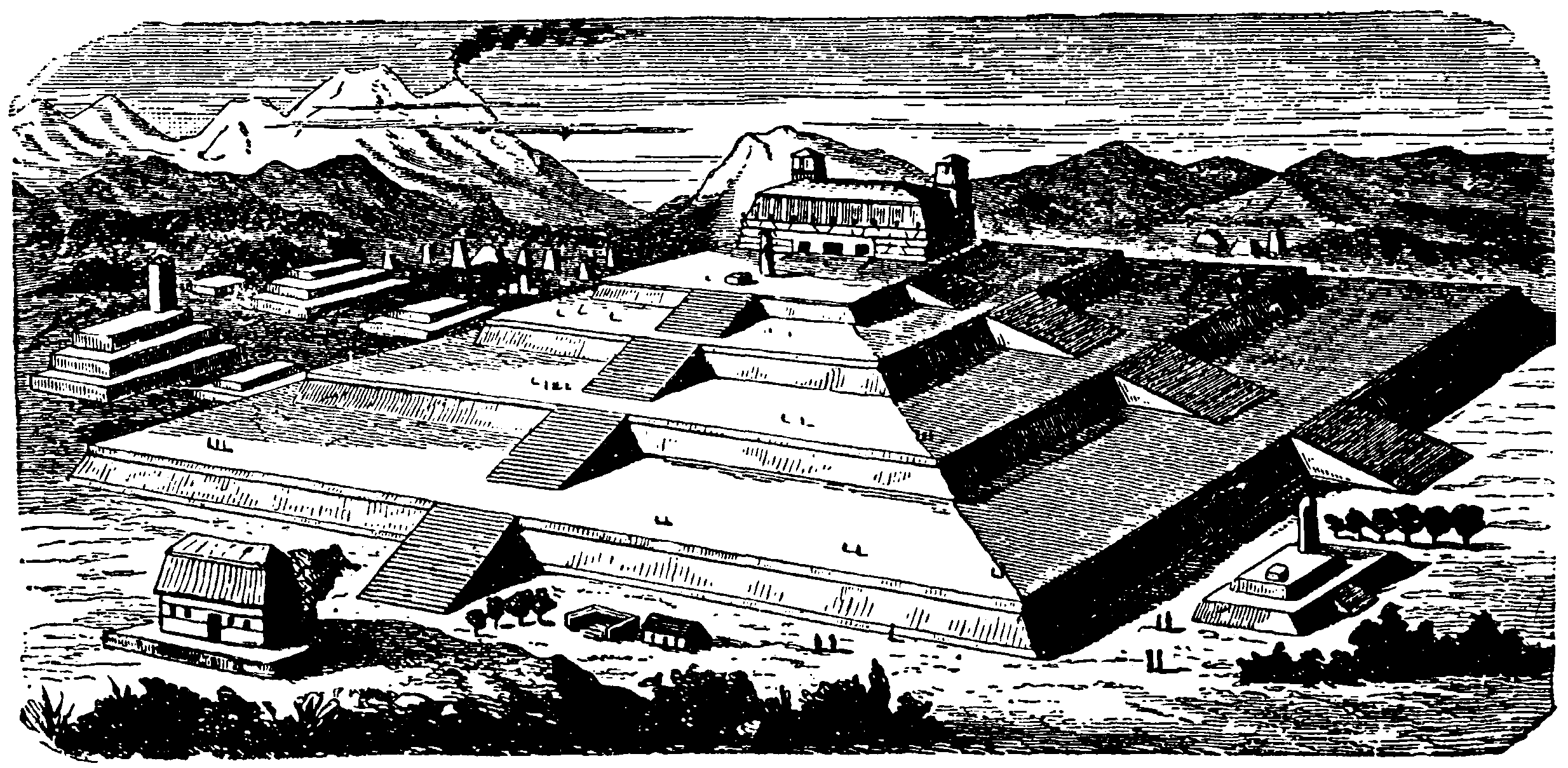
Teocallin vid Cholula, Mexiko

När Cortés hade anlänt till Cholula, den näst största staden i imperiet, vidarebefordrade La Malinche ett rykte till honom att infödingarna planerade att mörda spanjorerna i sömnen. Även om han inte visste om detta var sant eller inte, beordrade Cortés en förebyggande attack som skulle tjäna som en läxa. Spanjorerna tillfångatog och dödade den lokala överklassen, satte eld på staden och dödade uppskattningsvis 15 000 till 30 000 av invånarna. Cortés skickade sedan ett meddelande till Moctezuma att de styrande i Cholula hade mött honom med respektlöshet och hade måste straffas. Men om Moctezuma behandlade honom med respekt och gav honom gåvor av guld, så behövde aztekerna inte frukta hans vrede. Terror var ett av hans många kraftfulla verktyg, även om många av hans militära snilledrag kan tillskrivas La Malinche, som hade sina egna motiv för hämnd.
Då de kristna spanjorerna såg staden Tenochtitlán med alla sina öar för första gången, från den omkringliggande vulkaniska bergskedjan runt dalgången för nuvarande Mexico City, och upptäckte stadens stora rikedom, frågade de sig om detta verkligen var möjligt. Detta då invånarna inte var kristna, och det därför blev en stor fråga för dessa hur den kristne guden kunde tillåta icke-kristna sådan rikedom.
Expedition anlände till den mexikanska/aztekiska huvudstaden den 8 november, 1519. Moctezuma välkomnade Cortés till Tenochtitlán på den stora intågsvägen till "Västs Venedig". Detta var antagligen den största staden i världen. Många människor sätter detta ögonblick – när två högstående civilisationer möts efter 40 000 års isolering – som den verkliga upptäckten av den Nya Världen.

## Relationerna med de sista aztekiska härskarna

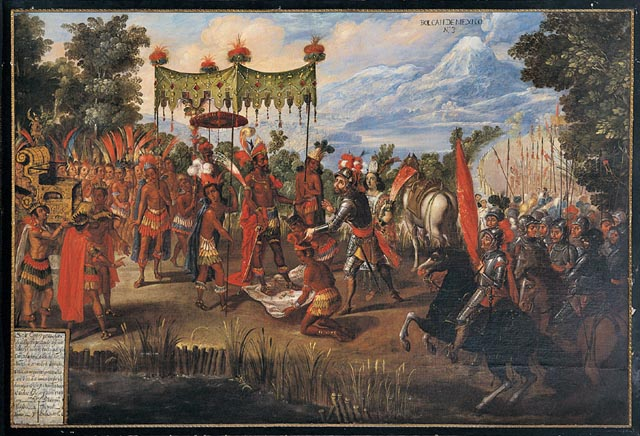
Cortés och Montezuma möts.

Montezuma gjorde i ordning sin fars Axacayle palats för att härbärgera spanjorerna och deras allierade indianstammar. Cortés bad, som vasall till Karl V, om fler gåvor av guld. Han krävde också att de två gudabilderna skulle avlägsnas från det stora pyramidtemplet i staden, att människoblodet skulle tvättas bort och att altare för Jungfru Maria och Sankt Kristoffer sättas upp i stället. Alla hans krav blev tillgodosedda. Cortés tog sedan Moctezuma till fånga i hans eget palats och gjorde honom till sin fånge som en försäkring emot en aztekisk revolt. Han bad om en oerhörd lösesumma i guld, vilken vederbörligen överlämnades.
Efter några veckor i Tenochtitlán, med sin ledare i kedjor och tvungna att försörja inte bara en grupp spanjorer utan också tusentals av deras tlaxcalanska allierade, började bördan tynga på staden. Vid sämsta möjliga tidpunkt, kom nyheter från kusten till Cortés att en större styrka av spanjorer hade sänts ut av Velázquez för att arrestera Cortés för olydnad. Han lämnade Tenochtitlán i händerna på sin betrodde löjtnant Pedro de Alvarado och marscherade till kusten där han lyckades besegra den kubanska expeditionen, under befäl av Pánfilo de Narváez. När Cortés berättade för de besegrade soldaterna om guldstaden, Tenochtitlán, samtyckte de till att ansluta sig till honom. (Narváez förlorade ett öga, men ett värre öde väntade honom vid erövringen av Florida.)
Det mödosamma återtåget över den östra bergskedjan Sierra Madre började. Många år senare, när han tillfrågades om hur detta nya land var, knycklade Cortés till ett stycke pergament, vecklade sedan ut det: "Så här", sa han.
När Cortés återvände till palatset fann han att Alvarado och hans män hade mördat den aztekiska noblessen och att de överlevande hade valt en ny härskare, Cuitláhuac. Cuitláhuac befallde sina soldater att belägra palatset där spanjorerna och Moctezuma bodde. Cortés befallde Moctezuma att tala med folket från en balkong på palatset och övertala dem att låta spanjorerna återvända i fred till kusten. Men Moctezuma hånades av folket och stenar kastades emot honom vilka skadade honom allvarligt, och några dagar senare dog han.
Natten till den 1 juli 1520 beslöt Cortés att försöka bryta sig ut, han lindade hästarnas hovar och de bar med sig en slags flotte för att ta sig över de öppningar som hade grävts ut i vägbankarna för att förhindra flykt, men en kvinna fick syn på dem och slog larm. Striderna blev våldsamma och många spanjorer hindrades av att de hade lastat ner sig och hästarna med så mycket guld de kunde bära. Cortés överlevde tack vare att mexika-aztekerna ville ta honom levande för att offra honom till sin krigsgud. Säkert skulle ett offer i form av ett hjärta från en sådan krigare kunna vinna tillbaka deras krigsgud, Huitzilopochtli. Gapet i vägbanken som hade grävts ur för att förhindra deras flykt, blev till slut så fyllt med kroppar att flyktingarna kunde ta sig över. Mer än 400 spanjorer och omkring 2 000 indianer dödades. Men Cortés, Alvarado och de mest erfarna av männen lyckades slå sig ut ur Tenochtitlán och fly. Bland de överlevande kvinnorna fanns La Malinche, tio conquistadorer samt Alvarados älskarinna och även två av Moctezumas döttrar i Cortés harem. (En tredje dog, och lämnade av allt att döma sitt barn till Cortés, den mystiska andra "María" som omnämns i hans testamente.) Denna stora seger för aztekerna ihågkommes fortfarande som "La Noche Triste", sorgenatten. 

## Nya Spanien
Cortés var snart på fötter igen. Med förstärkningar återvände han och erövrade på nytt Tenochtitlán 1521, då stora delar av stadens kulturvärde förstördes. Aztekriket var i praktiken krossat och Tenochtitlán (nu Mexico City) skulle förbli i spansk ägo i hundratals år (se Belägringen av Tenochtitlán). Riket förvandlades nu till det spanska ståthållarskapet Nya Spanien och land och folk tilldelades erövrarna. Den förseelse som Cortés gjort sig skyldig till överskyldes av hans förtjänster: Karl V, som gladdes över de skatter och konstslöjdprodukter som Cortés skickat honom, utnämnde honom 1522 till ståthållare över Nya Spanien. Cortés återuppbyggde huvudstaden på ett modernt sätt och redan efter tre år hade den 30 000 invånare. På det gamla gudatemplets plats reste sig den praktfulla katedralen som ett minnesmärke över kristendomens seger över hedendomen.
Cortés ordnade förvaltningen, införde odlingen av europeiska sydfruktträd, utvecklade bergsbruket och gynnade metallindustrin. Eftersom han var övertygad om att det fanns en genomfart från Atlanten till Stilla havet föranstaltade han stora forskningsresor. Han företog själv ett ytterst besvärligt fälttåg till Honduras och flera färder till den västra oceanen.
Cortés kallades hem år 1528, anklagad för att ha försummat sin uppgift. Han klarade sig emellertid, återvände till Mexiko och utforskade bland annat Kalifornien 1536. 1540 kallades han dock hem igen. Från 1540 till kort före sin död var han förbjuden att återvända till Amerika.

## Cortés död
Cortés dog i Castilleja de la Cuesta, nära Sevilla, fredagen den 2 december 1547. Han begravdes i klostret i Santiponce i en grav som tillhörde greven Medina Siaños. När denne två år senare dog blev Cortés flyttad och efter sex ytterligare begravningar kom kvarlevorna till slut till kyrkan Jesús Nazareno i Mexico City där de nu vilar under en skylt med inskriften "Hernán Cortés, 1485–1547".